# Салім Кеш'юш
Салі́м Кеш'ю́ш (фр. Salim Kechiouche; нар. 2 квітня 1979, Ліон, Франція) — французький актор алжирського походження.

## Біографія
Салим Кеш'юш народився 2 квітня 1979 року у французькому місті Ліон, у бідній алжирській сім'ї. Коли Саліму було лише 15 років, він був помічений французьким режисером Гаелем Морелем, який запропонував Кеш'юшу роль у своєму першому повнометражному фільмі «На повній швидкості». Відтоді актор зіграв ще в кількох фільмах Мореля: «Перший сніг» (1999), «Клан» (2004) і «Життя після нього» (2007).
Будучи підлітком, Салім розглядав акторське ремесло не більше ніж просто гру, проте робота з Морелем, а також досвід роботи з Франсуа Озоном у фільмі «Кримінальні коханці» розвинули в ньому пристрасть до цієї професії і він вирішив зробити кар'єру в цій царині: він вступає до акторської школи і закінчує її в 2002 році.
З чотирнадцятирічного віку актор займається боксом. У 1998 він став чемпіоном Франції з кікбоксингу. У 1999 і 2002 роках Салім займав друге місце на чемпіонаті по тайському боксу. Його спортивні навички використали режисери — так він грав боксера у драмі Франсуа Озона «Кримінальні коханці», а у фільмі Гаеля Мореля «Клан» він виконав капоейру.
У 2005 році разом з Амандою Лір Салім знявся в короткометражному фільмі «Жиголо», який був номінований на «Золотого Ведмедя» на Берлінському кінофестивалі. Салім зіграв хлопця-повію, який намагається повернути своє життя в нормальне русло і впоратися з внутрішньою пристрастю до саморуйнування. Він погано розуміє що відбувається навкруги, світ для нього немов рушиться. Він нікого не підпускає до себе і починає підсаджуватися на наркотики. Навіть закохана в нього багата вдова не в змозі допомогти йому.
З 2004 року актор почав грати в театрі. Однією з найвідоміших його сценічних робіт стала роль Джузеппе Пелозі, вбивці і коханця знаменитого італійського режисера Пазоліні у виставі «Життя і смерть П'єра Паоло Пазоліні» (Vie et mort de Pier Paolo Pasolini). У тому ж році за цією п'єсою було знято однойменний телевізійний фільм за участю Саліма Кеш'юша.
Серед безлічі акторських робіт останніх років також виділяються роль араба Месіра у фільмі 2004 роки «Вища школа». Фільм було поставлено за однойменною драмою 1995 року, написаною французьким театральним драматургом і перекладачем Жаном-Марі Бессетом про класові, сексуальні і культурні відмінності сучасного суспільства Франції. У фільму, персонаж Саліма, (простий робітник арабського походження на ім'я Месір) за його словами, був «Чорною вівцею» — адже він, на відміну від усіх інших героїв, не має благородного походження і завжди сам заробляє собі на життя. Він єдиний, хто займається чимось справжнім, чимось дійсно потрібним і корисним, тоді як персонажі Грегорі Баке, Аліса Тальйоні, Жосліна Ківрена і Елоді Наварр не бачачи реального світу, вчаться на тих, хто в майбутньому буде цим світом управляти. Вони — Еліта.
Також Салім працював з Клаудією Кардинале і Антоніном Стелі у стрічці туніського режисера Мехді Бен Атіа «Слід нашої туги» (або в перекладі з французької «Нитка»), що розповідає історію про те, як зустрілися ті, кого доля зв'язала «невидимою червоною ниткою». Зустрілися незважаючи на усі соціальні, релігійні і расові забобони.
У 2013 році Салім Кеш'юш знявся в одному з найзначимішому французьких фільмів останнього десятиліття — «Життя Адель» режисера Абделатіфа Кешиша, в якому зіграв роль Саміра — молодого, не надто удачливого актора, безнадійно закоханого в героїню Адель Екзаркопулос.

## Модельна кар'єра
Від самого початку акторської кар'єри Саліма, деякі художники і фотографи виражали великий інтерес в тому, щоб зафіксувати Саліма у своїх роботах. Кеш'юш позував відомим фотографам і художникам П'єру і Жилю в їхніх роботах, що мають відношення до фільму «Кримінальні коханці». У 2003 році Юсеф Набіль (Youssef Nabil) зображував Саліма у своїх картинах, пов'язаних з фільмом «Життя і смерть П'єра Паоло Пазоліні». У 2005 році Мішель Жиліберті (Michel Giliberti) з повагою продемонстрував «темну сторону» Саліма в десятках своїх картин. Також Салім позує для різних глянсових журналів і в рекламних фотосесіях.

## Фільмографія (вибіркова)
| Рік  |    | Українська назва              | Оригінальна назва                  | Роль                    |
| ---- | -- | ----------------------------- | ---------------------------------- | ----------------------- |
| 1984 | с  | Сінематон                     | Cinématon                          | учасник                 |
| 1996 | ф  | На повній швидкості           | À toute vitesse                    | Жамель                  |
| 1999 | ф  | Кримінальні коханці           | Les amants criminels               | Саїд                    |
| 1999 | тф | Перший сніг                   | Premières neiges                   | Касем                   |
| 2003 | ф  | Вища школа                    | Grande école                       | Месір                   |
| 2004 | ф  | Клан                          | Le clan                            | Хішам                   |
| 2004 | тф | Життя і смерть Пазоліні       | Vie et mort de Pier Paolo Pasolini | Джузеппе Пелозі         |
| 2005 | кф | Жиголо                        | Gigolo                             | Карім                   |
| 2005 | кф | Час помирати                  | Temps morts                        |                         |
| 2006 | ф  | Наступного року               | L'année suivante                   |                         |
| 2006 | тф | Париж 2010: Велика повінь     | Paris 2010: La grande inondation   | Малік                   |
| 2006 | в  | Коротко про хлопців 4         | Boys Briefs 4                      | Карім (епізод «Жиголо») |
| 2007 | ф  | Зустріч після розлуки         | Nos retrouvailles                  | Карім                   |
| 2007 | ф  | Життя після нього             | Après lui                          | офіціант на концерті    |
| 2008 | тф | Фортуна                       | Fortunes                           | Брахім Бешері           |
| 2009 | ф  | Слід нашої туги               | Le fil                             | Біляль                  |
| 2009 | с  | Історії життів                | Histoires de vies                  | Карім                   |
| 2011 | кф | Шлюбний блюз                  | Marriage Blues                     | Салім                   |
| 2012 | ф  | Це як день посеред ночі       | Ce que le jour doit à la nuit      | Джеллуль                |
| 2012 | ф  | Я не помер                    | Je ne suis pas mort                | Абдалла                 |
| 2012 | ф  | Чорний колір (тобі) вам пасує | Le noir (te) vous va si bien       | Рашид                   |
| 2012 | кф | Рок-н-Блед                    | Rock 'n' Bled                      | Салім                   |
| 2013 | ф  | Життя Адель                   | La vie d'Adèle                     | Самір                   |
| 2013 | с  | Одіссей                       | Odysseus                           | Оріон                   |
| 2013 | ф  | Париж за всяку ціну           | Paris à tout prix                  | Мехді                   |
| 2013 | кф | Культура виступів             | Culture D'apparences               | Геді                    |
| 2014 | ф  | Данбе: Гордість понад усе     | Danbé, la tête haute               | Алі                     |
| 2014 | ф  | Бути                          | Être                               | Мохамед                 |
| 2015 | ф  | N.O.I.R.                      | N.O.I.R.                           | Каддафі                 |
| 2015 | ф  | Запах крові                   | Un parfum de sang                  | Абдель Далаб            |
| 2015 | кф | Навшпиньки                    | Sur la pointe des pieds            | Еліас                   |
| 2015 | ф  | Твоя мати!                    | Ta mère!                           | Салім                   |
| 2016 | тф | Обіцянка вогню                | La promesse du feu                 | Тарік Амрауї            |
| 2016 | ф  | Чужорідне тіло                | Corps étranger                     |                         |